# 533 (tal)
533 är det naturliga heltal som följer 532 och följs av 534.

## Matematiska egenskaper
- 533 är ett udda tal.
- 533 är ett semiprimtal[1].
- 533 är ett sammansatt tal.

## Inom vetenskapen
- 533 Sara, en asteroid.